# 陈尘肇
陈尘肇（1965年1月—），男，汉族，广东揭阳人，中华人民共和国政治人物，曾任中华人民共和国审计署党组成员、办公厅主任、总审计师、副审计长，自然资源部党组成员、国家自然资源副总督察。